# Mellanbryum
Mellanbryum (Bryum intermedium) är en bladmossart som beskrevs av Blandow 1809. Mellanbryum ingår i släktet bryummossor, och familjen Bryaceae. Arten är reproducerande i Sverige. Inga underarter finns listade i Catalogue of Life.